# Lunatycy (film 1992)
Lunatycy (ang. Sleepwalkers lub Stephen King's Sleepwalkers) – amerykański film grozy z 1992 roku. Autorem scenariusza był słynny amerykański prozaik Stephen King, jednak film nie jest ekranizacją żadnego z jego opublikowanych wcześniej utworów.

## Treść
Charles i jego matka Mary to dwoje potworów, które czyhają na ofiary. Potrafią zmieniać swój wygląd i przybrać postać ludzi. Jedyne czego się boją to koty.

## Obsada
- Brian Krause - Charles Brady
- Mädchen Amick - Tanya Robertson
- Alice Krige - Mary Brady
- Stephen King - Opiekun cmentarza
- Frank Novak - Zastępca szeryfa
- Monty Bane - Horace
- Jim Haynie - Szeryf Ira
- Cindy Pickett - Pani Robertson
- Ron Perlman - Kapitan Soames
- Lyman Ward - Pan Robertson